# Johannes-Gutenberg-Schule Stuttgart
Die Johannes-Gutenberg-Schule (kurz: JGS) ist eine berufsbildende Schule in Stuttgart-Bad Cannstatt. Sie ist eine der größten Fachberufsschulen für Druck- und Medienberufe in Europa.

## Geschichte
Die Anfänge der Schule gehen auf das Jahr 1903 zurück. Zu Beginn bestand die Schule aus zwei Werkstatträumen in einem ehemaligen Gefängnis. 1911 folgte der Umzug in ein neues Schulgebäude. 1961 zieht die höhere Fachschule aufgrund Raummangels in einen Neubau auf den Hallschlag, die Berufsschule verbleibt am bisherigen Standort und erhält einen Anbau. 1963 wird die höhere Fachschule selbstständig und erhält Ingenieurschulstatus. Daraufhin wird die Meisterschule von der Höheren Fachschule abgekoppelt und in eine einjährige Vollzeitschule der Berufsschule umgewandelt. Aufgrund der hohen Schülerzahlen werden weitere Außenstellen eingerichtet. 1969 wird beschlossen auf dem heutigen Standort im Hallschlag einen Neubau für die Gewerbliche Berufs- und Fachschule für die grafischen Berufe zu errichten. Am 26. Oktober 1972 erhielt die Schule ihren heutigen Namen, im September 1976 erfolgte schließlich der Umzug.
Die Schule leitete von 1996 bis 2012 Alfred Schäfer. Seit 2012 leitet sie Edgar Waldraff.

## Umbau
Die Schule wurde von 2016 bis 2020 umgebaut. Die Kosten für den Umbau belangten sich auf etwa 34 Millionen Euro. Nach der Fertigstellung des Umbaus ist das sich, zurzeit des Umbaus, in der Außenstelle am Pragsattel befindende Berufskolleg Grafik-Design zurück in die Hauptstelle gezogen.

## Struktur
- Berufsschule:
  - Buchbinder
  - Fotograf
  - Geomatiker
  - Mediengestalter Digital und Print (drei Fachrichtungen: Beratung und Planung, Konzeption und Visualisierung, Gestaltung und Technik)
  - Medientechnologe Druck
  - Medientechnologe Siebdruck
  - Medientechnologe Druckverarbeitung
  - Packmitteltechnologe
  - Maschinen- und Anlagenführer
- Berufsfachschule
  - Fotograf
  - Mediengestalter Digital und Print
  - Berufsfachschule Pädagogische Erprobung
- Meisterschule
- Medienfachwirte Digital sowie Print
- Technikerschule
- Berufskolleg Grafik-Design
- Berufliches Gymnasium der technischen Richtung (TG) mit dem Schwerpunkt Gestaltungs- und Medientechnik

## Wettbewerbe
- Landesstiftung Baden-Württemberg:
  - „Kniggi auf Tour – Mit Stil zum Ziel“, Platz 1
  - „Eine Märchenreise“, Platz 1

## Bekannte Schüler
- Joschka Fischer (* 1948), Politiker, Ausbildung zum Fotografen (nicht abgeschlossen)
- Klaus Mellenthin (* 1969), Ausbildung zum Fotografen
- Roland Gießer (* 1971), Ausbildung zum Fotografen
- Cro (bürgerlich Carlo Waibel) (* 1990), Ausbildung zum Mediengestalter Digital und Print
- Vanessa Mai (bürgerlich Vanessa Mandekić) (* 1992), Mediengestalterin